# SharePod
SharePod — бесплатная утилита для Microsoft Windows, которая позволяет переписывать аудио/видео, а также файлы изображений с компьютера на iPod.

## Возможности
- Добавление/удаление видео0 и аудиофайлов из iPod.
- Добавление/удаление/редактирование списков воспроизведения.
- Добавление/удаление обложек альбомов.
- Просмотр и резервное копирование фотографий.
- Копирование аудио/видео/списков воспроизведения с iPod к компьютеру.
- Импорт видео0 и аудиофайлов из ITunes библиотеки, включая списки воспроизведения и рейтинги.
- Редактирования тегов.
- Drag-and-drop в SharePod из Windows Explorer.
- Простой в использовании графический интерфейс пользователя.
- Быстрая загрузка и использование без каких-либо невыполнимо сложных функций.
- Поддержка iPhone и Itouch.